# 오사카시 기타신치 빌딩 화재

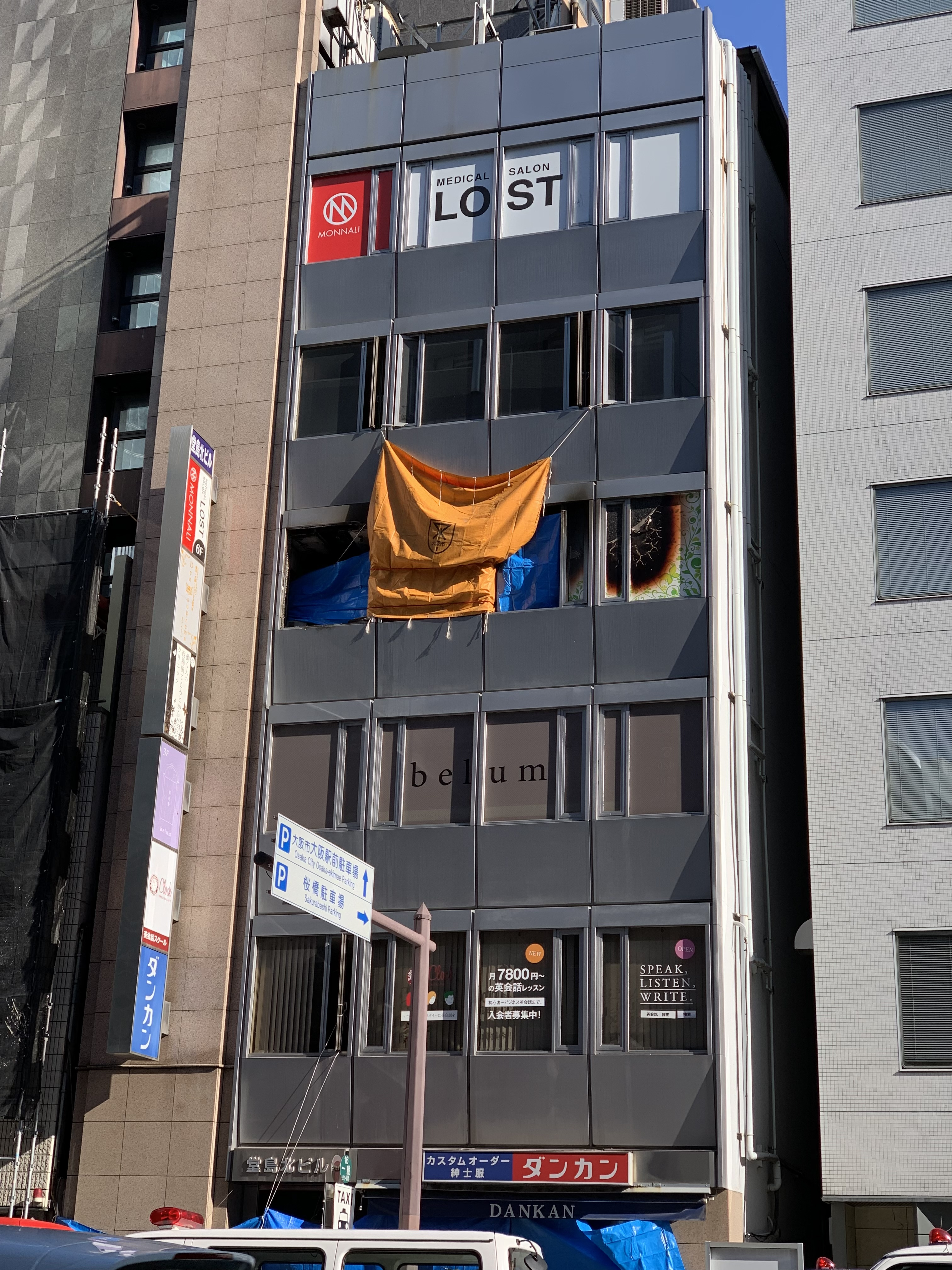
화재 후의 빌딩

오사카시 기타신치 빌딩 화재(大阪市北新地ビル火災)는 2021년 12월 17일 오전 10시 20분경 일본 오사카시 기타구에서 발생된 빌딩 화재를 가리킨다. 이번 화재로 24명이 숨지고 4명이 다쳤으며, 원인은 방화로 결론지었다. 또한 부상자 4명 중 3명은 심폐소생을, 마지막 1명은 중증인 것으로 각각 밝혔다. 그리고 화재가 일어난 곳은 8층 짜리로 구성되어 있는 모 빌딩 4층에 위치한 것으로 보고되어 있다.

## 같이 보기
- 후쿠오카시 정형외과 의원 화재
- 교토 애니메이션 방화 사건